# آي بي إم أبتيفيا

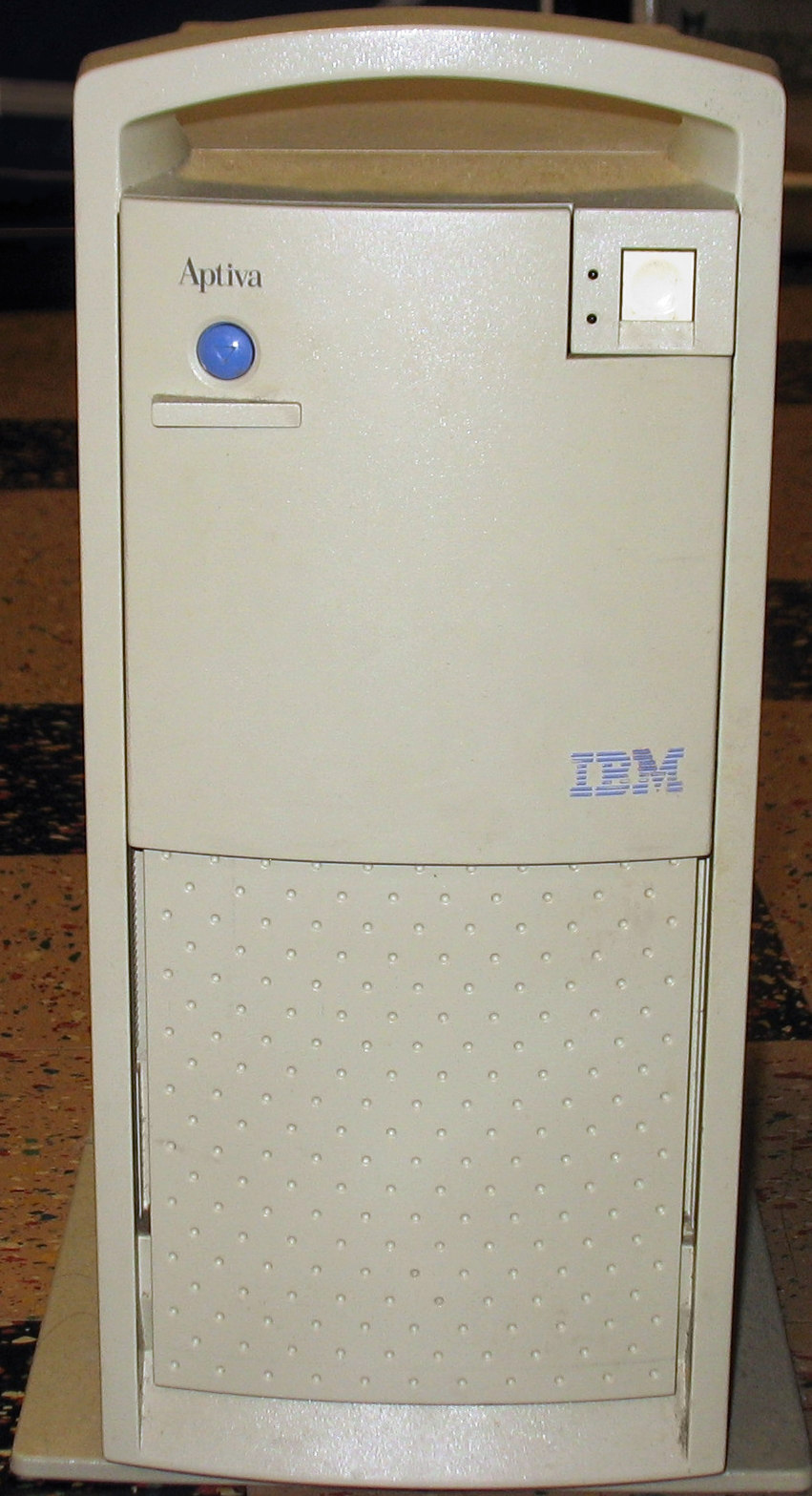
جهاز آي بي إم أبتيفيا

آي بي إم أبتيفيا (بالإنجليزية: IBM Aptiva)‏ ، هي جهاز الحاسوب الشخصية التي أنتجها شركة آي بي إم الأمريكية ، صدرت في الأسواق شهر سبتمبر سنة 1994م ليحل محل جهاز بي إس/1 ، وتعتمد وحدة المعالجة المركزية على إنتل 80486 ، وتوفر أبتيفيا للوحات المفاتيح والفأرة والشاشة وتعمل لنظام تشغيل بي سي-دوس 7.0 ، وفي سنة 2001م أعلن آي بي إم عن حل الجهاز أبتيفيا.